# バラカルド
バラカルド（バスク語: Barakaldo, スペイン語: Baracaldo）は、スペイン・バスク州ビスカヤ県のムニシピオ（基礎自治体）。公式名はバスク語表記のBarakaldo。2017年の人口は100,313人。

## 地理
ビルバオ河口の左岸にあり、ビルバオを中心とするビルバオ都市圏を構成している。
ビスカヤ県の典型的な気候で、夏は過ごしやすく、冬が長引く。年間平均気温は14℃、年間最低気温は8℃、年間最高気温は18℃である。

### 人口
| バラカルドの人口推移 1842－2012                         |
|                                                         |
| 出典:INE（スペイン国立統計局）1900年 - 1991年、1996年 - |

## 歴史

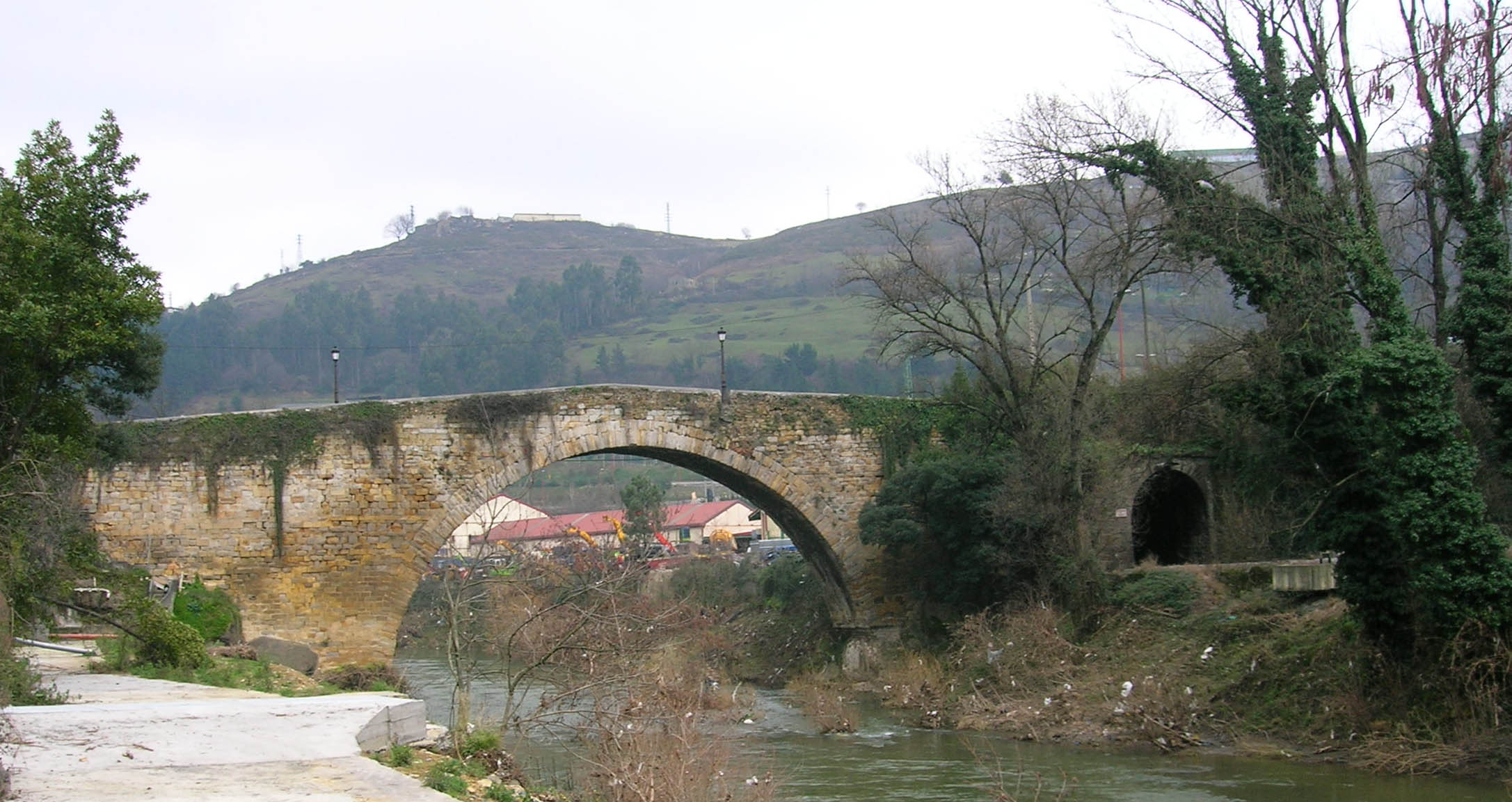
バラカルド＝ビルバオ間のカダグア川に架かる悪魔橋

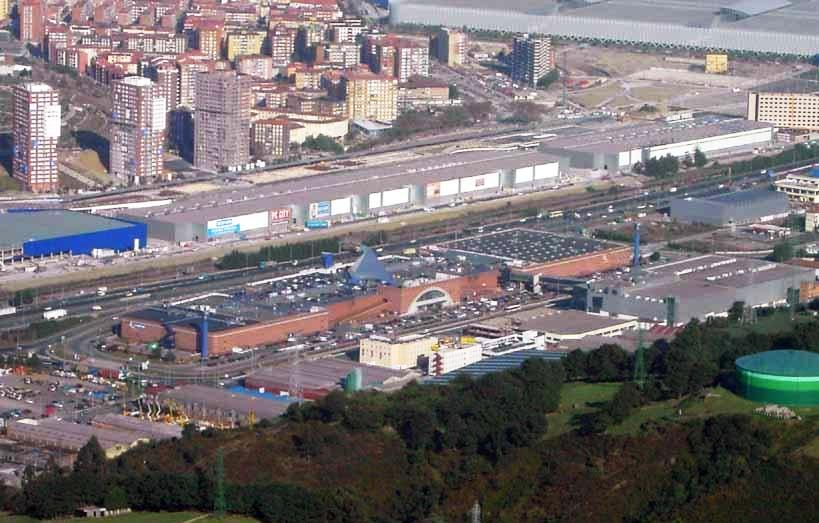
エキシビション・センター

1900年のバラカルドの人口は15,013人であった。バラカルド以上に急速に成長した都市は国内に数カ所あるが、バラカルドの人口は1880年から1900年の間に2倍に増えた。この期間、多くの移住労働者たちが移り住んできた。鉄工業とダイナマイト製造がバラカルドを大いに繁栄させた。ビスカヤ県内の鉱山からの採掘が増え、近隣の都市に対して鉄道が開通した。ビルバオ河口では造船業が成長した。バラカルド郊外の低地にある田園地帯では、トウモロコシ、果物、ワイン用ブドウが生産されていた。
19世紀と20世紀に鉄鉱石の採掘が地域の主要経済活動であったときから、現代のバラカルドは鉱山鉄道の終着点であった。20世紀を通じてアルトス・オルノス・デ・ビスカヤ社は重要な存在だったが、1980年代に不景気が地域経済にひどい打撃を与えた。
バラカルドにある工場は相次いで閉鎖され、かつての工業用地には住居用高層建築、公園、ショッピングモールが建設された。巨大なビルバオ・エキシビション・センターが市街郊外に建てられた。

## 政治

### 議会
出典はスペイン内務省など
| 政党                                                                 | 15 | 11 | 07 | 03 | 99 | 95 | 91 |
| -------------------------------------------------------------------- | -- | -- | -- | -- | -- | -- | -- |
| バスク民族主義党 (EAJ-PNV)                                           | 8  | 7  | 5  | 7  | 6  | 7  | 8  |
| バスク社会党 (PSE-EE)                                                | 8  | 8  | 11 | 9  | 9  | 9  | 10 |
| エウスカル・エリア・ビルドゥ / ビルドゥ                              | 4  | 4  | -  | -  | -  | -  | -  |
| 国民党 (PP)                                                          | 3  | 5  | 4  | 5  | 5  | 5  | 2  |
| イバラシ・バラカルド                                                 | 4  |    |    |    |    |    |    |
| エリ・バタスナ (HB) / バスク市民 (EH) / バスク民族主義行動 (EAE-ANV) |    |    | 3  |    | 3  | 2  | 4  |
| エスケル・バトゥア (IU/EB)                                           |    | 1  | 2  | 3  | 2  | 4  | 4  |
| バスク連帯 (EA)                                                      |    |    | 0  | 0  |    | 0  | 2  |
| エウスカディコ・エスケラ (EE)                                        |    |    |    |    |    |    | 2  |
| 合計                                                                 | 25 | 25 | 25 | 25 | 25 | 27 | 27 |

### 歴代首長
| 任期      | 首長名                                                        | 政党                                        |
| --------- | ------------------------------------------------------------- | ------------------------------------------- |
| 1979–1983 | Josu Sagastagoitia Monasterio                                 | バスク民族主義党 (PNV)                      |
| 1983–1987 | José María Rodríguez Orrantia                                 | バスク社会党 (PSE-PSOE)                     |
| 1987–1991 | José María Rodríguez Orrantia                                 | バスク社会党 (PSE-PSOE)                     |
| 1991–1995 | Carlos Pera Tambo                                             | バスク社会党 (PSE-EE)                       |
| 1995–1999 | Carlos Pera Tambo                                             | バスク社会党 (PSE-EE)                       |
| 1999–2003 | Carlos Pera Tambo                                             | バスク社会党 (PSE-EE)                       |
| 2003–2007 | Tontxu Rodríguez Esquerdo                                     | バスク社会党 (PSE-EE)                       |
| 2007–2011 | Tontxu Rodríguez Esquerdo                                     | バスク社会党 (PSE-EE)                       |
| 2011–2015 | Tontxu Rodríguez Esquerdo(11-13) Alfonso García Alonso(13-15) | バスク社会党 (PSE-EE) バスク社会党 (PSE-EE) |
| 2015–2019 | Amaia del Campo Berasategi                                    | バスク民族主義党 (EAJ-PNV)                  |
| 2019–2023 | n/d                                                           | n/d                                         |
| 2023–     | n/d                                                           | n/d                                         |

## 交通

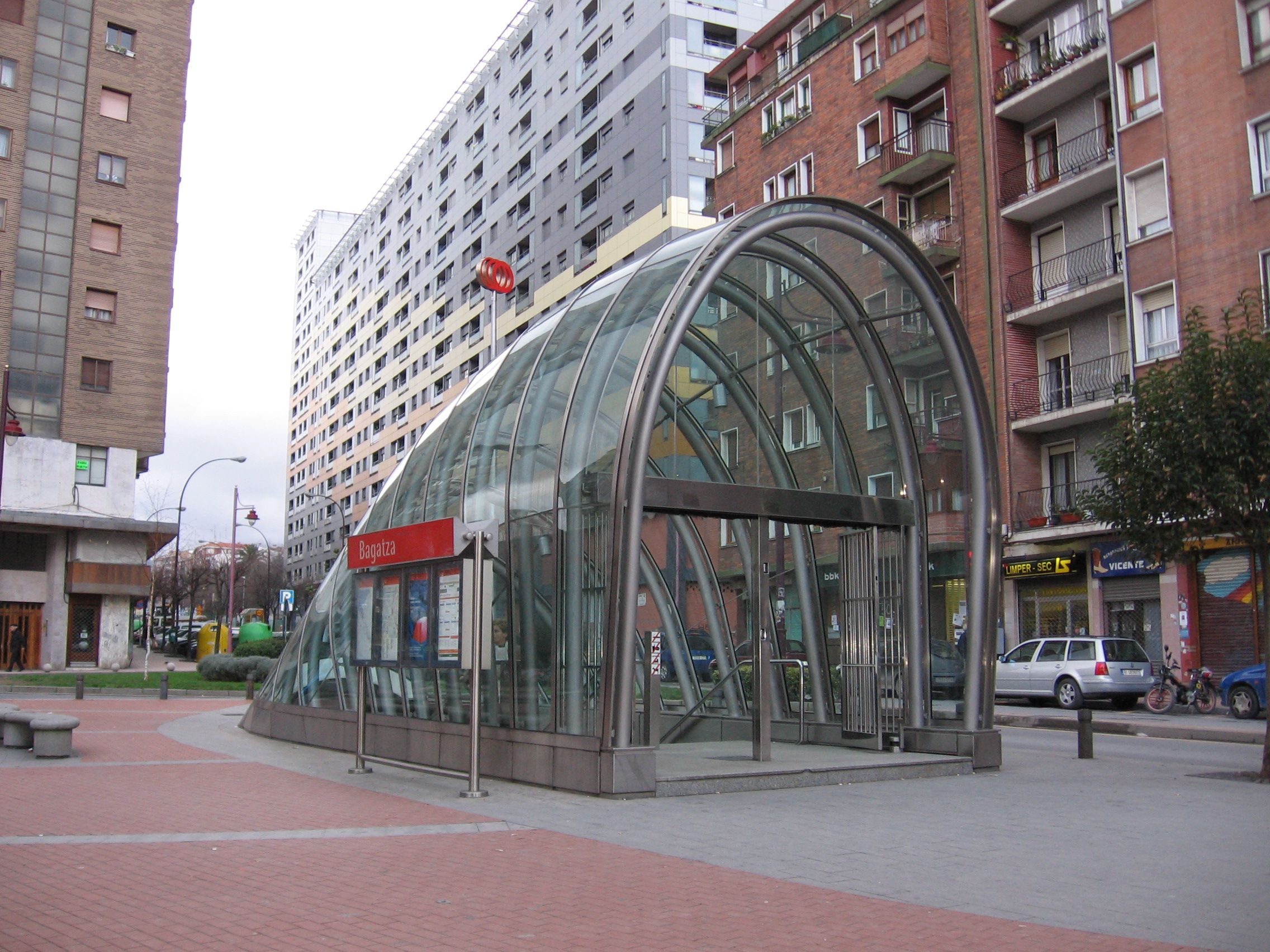
メトロ・ビルバオ

バラカルドはメトロ・ビルバオの2号線によってビルバオ都市圏の他都市と結ばれており、市内には4駅が存在する。セルカニアス ビルバオも走っている。ビスカイバス社がバス路線を運行し、ビスカヤ県内の他都市とバラカルドを結んでいる。
バラカルド周辺へ向かう主要道は高速道路A-8号線であり、バラカルドやビルバオ都市圏をスペイン他都市とつないでいる。バラカルドとビルバオ湾内の都市とをつなぐボート・フェリーの定期便もある。
ビルバオ空港は、バラカルド中心部から車で15kmほどのところにある。

## スポーツ
バラカルドに本拠地を置くサッカークラブとしてバラカルドCFがあり、2003年完成で7,960人収容のカンポ・デ・ラセサーレをホームスタジアムとしている。バラカルドCFは主にセグンダ・ディビシオンB（3部）に所属しているが、1930年代から1970年代にかけての時代には、28シーズンにわたってセグンダ・ディビシオン（2部）に所属していた。
ハンドボールも盛んであり、女子クラブのプロセテクニサ・スアソ・バラカルドはディビシオン・デ・オノール・フェミニーナ・デ・バロンマノ（女子1部）に所属している。2016-17シーズンには欧州カップ戦である女子EHFチャレンジカップに出場した。男子クラブのCBバラカルドは1979年に設立されたハンドボールクラブであり、1990年代後半から2000年代前半にかけて、6シーズンにわたってリーガASOBAL（男子1部）に所属していた。
2004年に完成したビスカヤ・アレナは、スペイン最大の多目的アリーナである。コンサートでは26,000人、スポーツでは18,640人、バスケットボールでは15,414人を収容する。

## 姉妹都市
- ディエス・デ・オクトゥブレ（スペイン語版）、キューバ[7]
- Daira Burka-a Aaiun、西サハラ[7]
- トーレデルカンポ（スペイン語版）、アンダルシア州ハエン県[7]
- ポルトビエホ、エクアドル[7]

## 出身者
- アントニオ・イトゥルメンディ・バニャレス（英語版）(1903-1976) : 政治家。カルリスタ、ファランヘ党。
- ホセ・ルイス・ヌニェス(1931-) : 実業家。FCバルセロナ会長。
- ジャシント・キンコセス(1934-) : サッカー選手・指導者。1934 FIFAワールドカップ出場。
- ハビエル・クレメンテ(1950-) : サッカー選手・指導者。スペイン代表監督。
- ラモン・アレサンコ(1956-) : サッカー選手・指導者。1982 FIFAワールドカップ出場。
- カルロス・ソベラ（英語版）(1963-) : 俳優・テレビ司会者。
- ハビエル・オチョア(1974-) : 自転車競技選手。
- ハビエル・ゴンサレス・ゴメス（英語版）(1974-) : サッカー選手。
- イニャキ・ラフエンテ(1976-) : サッカー選手。
- ウナイ・エスポーシト（英語版）(1980-) : サッカー選手。
- アシエル・デル・オルノ(1981-) : サッカー選手。
- ホセバ・デル・オルモ(1981-) : サッカー選手。
- ダビ・ロペス・ガルシア(1981-) : 自転車競技選手。
- ホナス・ラマーリョ(1993-) : サッカー選手。
- ジェライ・アルバレス(1995-) : サッカー選手。